# Славное (Винницкая область)
микрорайон Славное (укр. мікрорайон Славне) — микрорайон  города  Винницы Винницкой области Украины.
У микрорайона протекает река Десна (левый приток Южного Буга).
Население по переписи 2001 года составляло 146 человек. Почтовый индекс — 23211. Телефонный код — 0432. Код КОАТУУ — 520655903.

## Местный совет
23210, Винницкая обл., Винницкий р-н, пгт. Стрижавка, ул. 40-летия Победы, 7